# ながいかみのむすめ チャンファメイ
『ながいかみのむすめ チャンファメイ』（英:THE LONG HAIR DAUGHTER -CHANGFAMEI - An Old Chinese Tale）は、福音館書店の月刊絵本「こどものとも」から出版された絵本作品。2013年2月1日発行（2012年度3月号）。福音館書店創立60周年となる2012年度発行の「こどものとも」最終号（通巻684号）となる。
再話は、中国文学・民話研究者である君島久子によって過去に訳された「ひみつの泉」（「アジアの民話」1982年、講談社）を、君島久子本人が絵本用に書き直した。絵は、日本画家・美人画家である後藤仁が、話の採集地の中華人民共和国（貴州省・広西チワン族自治区）に取材におもむき、日本画の技法によって描いた。
中国の少数民族・トン族に伝わる民話（出典参照）を元にしており、原話の題名は長い髪の娘を意味する「長髪妹（チャンファメイ）」である。

## あらすじ
中国のある山の中に、水源がなく水不足にあえぐ村があった。その村に、寝たきりの母と二人きりでくらす少女がいた。その少女は、長い髪を持っており、周囲から長髪妹(チャンファメイ)と呼ばれていた。
ある日、チャンファメイが近くのトオカオ山に登ると、崖のところに小さなカブが生えているのを見つける。不思議に思って、引き抜いてみると、抜いた穴から水がこぼれ出て、しばらくするとカブも水ももとに戻ってしまう。のどが渇いて仕方なかったチャンファメイは、もう一度カブを引き抜き、その水を飲む。すると、どこからか暴風が吹いてきて、チャンファメイは不気味な洞窟に飛ばされる。
チャンファメイが顔を上げると、そこには恐ろしげな大男がいた。大男はこの山の神で、さっきのカブの水は、山の神の泉の水であった。自分の泉の水を勝手に飲まれたことに怒る山の神は、このことを誰かに漏らしたら命はないと脅し、チャンファメイを村に帰す。
村に戻ったチャンファメイは、村人たちが水不足に苦しんでいるのに泉のことを言えないことに苦しみ、心労で髪色も真っ白になってしまう。
そしてある日、目の前で水汲みをしている老人が倒れたのを見てついに我慢できなくなり、老人や村人たちに泉のことを伝える。チャンファメイは村人たちにトオカオ山のカブを抜いて切り刻み、穴を大きく掘るように言い、村人がその通りにすると、穴からは大量の水が湧き出る。村人たちは歓声を上げるも、再び風が吹き、チャンファメイはまた山の神のところに飛ばされてしまう。
約束を破られた山の神は怒り、命は貰ったと言い放つが、チャンファメイは覚悟はできているから一度だけ村に帰してほしい、と頼む。山の神は了承し、「ここに戻ってこなかったら村人を皆殺しにする。戻ってきたらカブの穴から流れる水の滝に横たわり、死ぬまで水に打たれるがいい」と言って、チャンファメイを再び村に帰す。
母に別れを告げたチャンファメイは三度山へ向かい、道中にあるようじゅの木(ここではガジュマル)に声をかけると、木の中から人形の石像を抱いた緑色の衣装をきた老人が現れる。老人は「君を救うためにこの石像を掘り上げた。だが髪の毛だけは君のをもらう」と言って、チャンファメイの白髪を抜いては石像に植えていく。
そして老人が石像を滝に横たえると、チャンファメイの頭に黒髪が戻る。老人は石像を使って山の神を騙し、チャンファメイの髪も元通りに戻したのだった。老人に早く家に帰るよう促されたチャンファメイは、足取り軽く母の待つ家に帰る。

## 登場人物
チャンファメイ
母親と2人で村に暮らす黒髪の少女。「チャンファメイ」はあだ名で本名は不明。近くの山で見つけた株を引き抜き溢れた水を飲んだところ山の神のもとに連れ去られ、泉の存在を知る。
山の神
長い髭を生やした恐ろしげな顔の大男。トオカオ山の洞窟に住み、山中に泉を隠し持つ。偶然泉を見つけたチャンファメイに、泉の存在を他言したら殺すと脅す。
母親
チャンファメイの母親。寝たきりだが、ラストでは元気を取り戻した様子である。
村人
チャンファメイの暮らす村の住民たち。村に水源がないため、遠くまで水くみに追われる生活を送っている。
終盤ではチャンファメイの言葉を信じて山中の泉を発見し、カブを切り刻んで穴を大きく掘ったことで水源を確保する。ラストではその水を村中に引いて農業などを営んでいる様子が伺える。
木の精霊
チャンファメイが山の神のもとに向かう道中で立ち寄ったようじゅの木の中から現れた老人。緑色の服をまとっている。
山の神に命を狙われるチャンファメイを救うため石像と彼女の髪の毛で身代わりの人形を作成して山の神を欺き、チャンファメイの髪も元の黒髪に戻した。